# التقويم الحميري
التقويم السبئي الحميري أو التقويم الريداني: هو التقويم الذي اتخذته دولة حمير بعد قيامها. وبداية التقويم الحميري في سنة 110 ق م وفق تقدير علماء السبئيات ألفريد بيستون وألبرت جام وكريستيان روبن، وهو أيضاً ما أجمع عليه علماء العربيات الجنوبية المعاصرين. ويخالف ريكمانس وفون ويسمان هذا الرأي، إذ يرون التقويم الحميري بدأ عام 109 ق م. هذا ويعتبر التقويم الحميري هو أهم تقويم عربي قبل الإسلام نظراً لأنه استمر استخدامه قرابة 700 عام. وقد نسب التقويم الحميري إلى شخص اسمه (مبحض بن ابحض) حيث كان يذكر اسمه في النقوش المؤرخة ثم اختفى اسمه من النقوش اللاحقة ولم تعد تذكر إلا السنة. ومن الغريب أن أهل الأخبار قد أغفلوا الإشارة إلى هذا التقويم فلم يذكروا عنه شيئًا، ولم يشيروا إلى أن العرب الجنوبيين كانوا يؤرخون به، مع أهميته وكونه تقويمًا رسميًّا.
وطريقة توصل العلماء إلى حل مبدأ التقويم الحميري، أنهم أخذوا النصوص المؤرخة بالتقويم الحميري، وقاسوا الحوادث الواردة فيها والمعروفة عندنا والمذكورة في موارد التاريخ العديدة ومنها التاريخ السلوقي والتاريخ الميلادي، فوجودا أن التقويم الحميري يزيد على التقويم الميلادي بـ 110 سنة، وينقص عن التقويم السلوقي بـ 202 سنة، ومن الأمثلة التي قاسوا بها، هو ما أورده "شمعون الأرشامي" عندما وفد إلى ملك الحيرة المنذر الثالث يوم العشرين من كانون الثاني من سنة 835 من التاريخ السلوقي الموافق 523 للميلاد، فعلم هناك بأخبار استشهاد نصارى نجران من كتاب وجهه ملك حمير إلى ملك الحيرة، يطلب منه أن يفعل بنصارى مملكته ما فعله هو بنصارى نجران. وصاروا إذا وجدوا تاريخاً مدوناً بالمسند وبالتقويم العربي الجنوبي استخرجوا منه الرقم 202، وهو فرق ما بين مبدأ التقويم السلوقي ومبدأ التقويم الحميري، فحولوا التاريخ الوارد في نقوش ذو نواس (Ry 507 وRy 508 وJa 1028)، التي هي سنة 633 بالتقويم الحميري المقابل 835 بالتقويم السلوقي المقابلة 523 للميلاد، وبذلك التقويم الحميري يزيد على التقويم الميلادي بـ 110 سنة، فاتخذوا من ثم الرقمين المذكورين مبدأ للتقويم الحميري.
ويعد النقش الموسوم بـ (Kh-Umayma 2) من أقدم النصوص المؤرخة بهذا التقويم، وجاء تاريخه 102 بتقويم حمير الموافق 8 قبل الميلاد. كما يعد النقشان (Kh-Garf An-Nuciymiya :4,5) من أقدم النصوص المؤرخة بهذا التقويم لحاكم سبئي وهو للملك يهاقم يرزح، وجاء تاريخه على هذا النحو: شهر ذو مذراء سنة 200 حـ في التقويم الحميري الموافق يوليو 90 بعد الميلاد، وهو أحد أقدم ما وصل إلينا من النصوص المؤرخة لحكام سبأ، وهو وثيقة استند عليها في تثبيت حكم من ذكر في الكتابات المؤرخة عموماً من الملوك، وبموجبه تم تصحيح الارتباك السائد بين المستعربين المتخصصين في العربيات الجنوبية في ترتيب أيام الملوك وزمان حكمهم.
ولدينا نص اخر موسوم بـ (Kh-Umayma1)، وقد دون فيه اسم ذمار علي يهبر "ملك ذي ريدان"، وجاء تاريخه على هذا النحو: شهر القيظ سنة 247 بتقويم حمير الموافق يونيو 137 للميلاد. وثمة نص يعود تاريخه إلى سنة بضع وستين ومئتين بتقويم حمير الموافق سنة بضع وخمسين ومئة للميلاد، والنص يؤرخ الحرب التي بين ذمار علي يهبر وخصمه الملك وهب إل يحز (النقش: al-Ḥadāʾ 2017-1). وآخر نقش لملك كان لأبرهة، وجاء تاريخه على هذا النحو: شهر ذو المهلة سنة 668 حـ في التقويم الحميري الموافق نوفمبر 558م (النقش المؤرخ: Sadd Maʾrib 6).
وآخر نصوص التقويم الحميري عموماً، هو النص الموسوم بـ CIH 325، وتاريخه سنة 669 من التقويم الحميري، وهو يقابل سنة 559 للميلاد، وقد دون النقش في منطقة حجور على الحدود من بلد عك، وهو حاليا في متحف إسطنبول الأثري. ويمكن أن نقول إن هذا النص هو آخر نص مؤرخ عثر عليه لا في المسند وحده، بل في كل اللهجات العربية الأخرى، وهو أقرب تلك الكتابات عهدًا بالإسلام.
كما أن هنالك تقاويم أخرى ظهرت في بعض المناطق ولكن لم يكتب لها الاستمرار مثل تقويم مضحى أو نبط الذي ظهر عام 33 ق م أو 30 ق م، وهو تقويم لا زال خلاف بين العلماء في ضبطه، ويعد النقش (MQ-Ḥaṣī 8) أقدم النصوص المؤرخة بهذا التقويم، إذ كتب في سنة 49 من تقويم نبط التي تقابل سنة 19 للميلاد تقريباً. والتقويم الردماني المتخذ سنة 74م والمنسوب إلى أبعلي بن رتع، ويعد النقش (UAM 327) أقدم النصوص المؤرخة بهذا التقويم، إذ كتب في سنة 24 من تقويم أبعلي بن رتع التي تقابل سنة 98 للميلاد. وأهم نص يجمع تقويم حمير وتقويم ردمان هو النقش الموسوم (MAFRAY-al-Miʿsāl 2)، وجاء تاريخه على هذا النحو: سنة 363 حـ بتقويم حمير وسنة 179 بتقويم ردمان الموافقان سنة 553 بعد الميلاد.

## مشاكل التسلسل الزمني للتقويم
في وقت مبكر من عام 1873، اقترح جوزيف هاليفي تحديدًا تقريبيًا لنقطة البداية للتاريخ الحميري، على أساس نص حصن الغراب المهم (CIH 621)، بتاريخ 640 حميري. يشير هذا إلى حدث مقتل ذو نواس على يد الحبشيين الذين غزوا جنوب الجزيرة العربية. ويضع هاليفي الغزو في حوالي عام 525م، وبداية التقويم التقريبي 115 قبل الميلاد، وهو الرقم الذي ظل لفترة طويلة متبعاً منذ أن طرحه هاليفي.
في منتصف القرن القرن العشرين، اكتشف جونزاك ريكمانس نصان تعود إلى الملك ذو نواس بتاريخ ذو القياظ وذو المذراء 633 حميري، أي عام 523م. وفي عام 1954 وضع ألفريد بيستون، استناداً على "شمعون الأرشامي" ومصادر أخرى، أن الغزو الحبشي على جنوب الجزيرة العربية كان في عام 523م، وبداية العصر السبئي الحميري في 110 قبل الميلاد بدلاً من 115 قبل الميلاد. وفي سنة 1966، أقر وأعتمد ألبرت جام تصحيح ألفريد بيستون، وهو ما أعتمده أيضاً كريستيان روبن وأكاديمات الجامعات العالمية حتى الآن كأدق بداية لعصر سبأ الحميري.
حظي اقتراح ألفريد بيستون قبولاً علمياً عالمياً واسعاً في وقته، إلا أن العالم ريكمانس في عام 1956، أقترح بداية التقويم السبئي الحميري بدأ من 109 ق م، وتبعه على ذلك فون ويسمان في سنة 1961. لاحقاً أقترح "فرانسوا دي بلوا" بداية التقويم السبئي الحميري في أبريل 110 قبل الميلاد استناداً لعدة مصادر وثقة وأرخت حادثة شهداء نجران بتقاويم مختلفة. وما زال العلماء غير قادرين حتى الآن ضبط شهور التقويم الحميري ومقابلتها مع شهور التقويم الميلادي، مما جعل الخلاف بين أبريل 110 ق م، وشتاء 109 ق م كمبدأ لهذا التقويم. إلا أن اقتراح جوزيف هاليفي 115 ق م لم يعد له قبولاً في أواسط العلماء والأكاديميات حول العالم، بعد ظهور النصوص المؤرخة العديدة والتي بلغت أكثر من تسعين نصاً مؤرخاً حتى 2023م، سهلت ضبط هذا التقويم إلى حد كبير يصل إلى حد الدقة مع الخلاف في ضبط الشهور.

## الشهور
أسماء الشهور ومعانيها وما يقابلها فهي:
- ذو الدثا أو ذو داون وهو بداية الدفيء وخروج البرد ويقابله شهر يناير.
- ذو الحلة وهو بداية اكتساء الأشجار بالأوراق، ويقابله شهر فبراير.
- ذو المعين وفيه يستعد المزارع لبداية الموسم الجديد ويطلب العون ويقابله شهر مارس.
- ذو الثابة و هو أول الشهور الزراعية ويعني أول الصيف ويقابله شهر أبريل.
- ذو مبكر ويعني بداية الذري ويقابله شهر مايو.
- ذو القياظ ويعني شده الحرارة ويقابله شهر يونيو.
- ذو مذراء ويقابله شهر يوليو.
- ذو خريف وهو شهر النضوج ويقابله شهر أغسطس.
- ذو علان وهو بداية ظهور الحبوب والحاجه للمطر ويقابله شهر سبتمبر.
- ذو الصراب ويعني الحصاد ويقابله شهر أكتوبر.
- ذو المهلة أي الفترة التي تحتاج فيها الأرض للراحة ويقابله شهر نوفمبر.
- ذو الن أو الآل وهو نهاية الشتاء ويقابله شهر ديسمبر.